# Іван VIII Ксифілін
Іван (Іоанн) VIII Ксифілін (грец. Ιωάννης Η΄ Ξιφιλίνος; 1006, Трапезунд, 2 серпня 1075, Константинополь) — візантійський юрист та історик, Патріарх Константинопольський (1064 — 1075); викладач у Константинопольській вищій школі.
Народився в 1006 році в Трапезунді. Маючи глибокі знання в галузі юриспруденції, швидко висунувся при дворі Костянтина IX Мономаха. Імператор призначив його міністром юстиції і професором права в юридній школі. У 1054 році Іван покинув свій пост і постригся в ченці. У 1064 році був обраний імператором і синодом Константинопольським Патріархом.
Івану Ксифіліну належать два синодальних визначення про заручини, у яких вони були визнані рівними шлюбу за духовним значенням. У 1070 році їм була видана грамота, що забороняла священикам виступати на суді як захисникам.
Проповіді Івана видав С. F. Matthäi, «Xiphilini Joannis et Basilii Magni aliquot orationes» (1775).
Племінник Івана, за дорученням імператора Михайла Дуки (1071—1073), склав витяг з римської історії Діона Кассія, з якого збереглися книги XXXV — LXXX.